# BBM (소프트웨어)

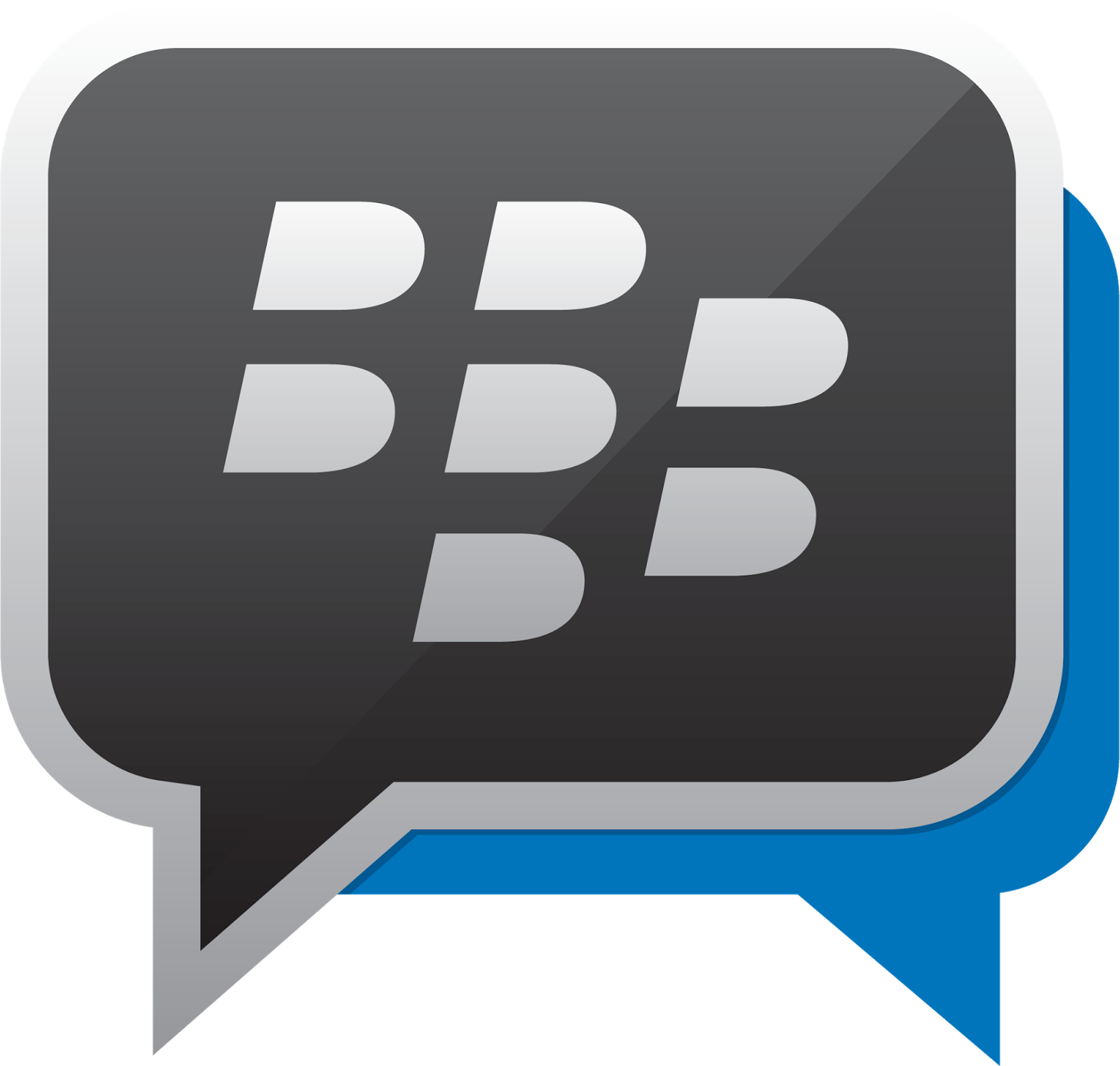

BBM(이전 명칭: 블랙베리 메신저/BlackBerry Messenger)은 블랙베리 운영 체제에 기반을 둔 인스턴트 메신저이다.

## 역사
블랙베리 메신저는 2005년 8월 1일 처음 시작하였다.
2012년 12월 블랙베리 메신저 7.0의 출시와 함께 음성 대화(BBM 보이스 콜) 기능이 도입되었다.

## 참조
1. ↑  McInnes, Kyle (2005년 8월 1일). “BlackBerry Messenger Released”. BlackBerry Cool. 2013년 7월 20일에 원본 문서에서 보존된 문서. 2016년 1월 28일에 확인함.